# کریس مارکر
کریس مارکر (به فرانسوی: Chris Marker — فرانسوی: [maʁkɛʁ]) (زادهٔ ۲۹ ژوئیه ۱۹۲۱ در نوی-سور-سن – درگذشتهٔ ۳۰ ژوئیه ۲۰۱۲ در پاریس) کارگردان، عکاس، شاعر و نویسنده فرانسوی بود.

## زندگی
کریس مارکر با نام واقعی کریستیان فرانسوا بوش ویلنوو در ۲۹ ژوئیه ۱۹۲۱ در نوی-سور-سن از حومه‌های شمال غربی پاریس زاده شد.
این کارگردان برجسته حتی با وجود این‌که در فرانسه متولد شده بود، به طعنه اعلام می‌کرد که در مغولستان به دنیا آمده‌است. مارکر در ابتدا رشتهٔ فلسفه را برای ادامه تحصیل انتخاب کرد و از شاگردان ژان پل سارتر بود. مارکر در طول زندگی‌اش به زندگی منزویانه، اجتناب از مصاحبه و دوری از عکاسان شهرت داشت. او دوست نزدیک بسیاری از کارگردانان معروف مانند آلن رنه، آنیس واردا و آنری کولپی بود.
او یک روز پس از برگزاری مراسم تولد ۹۱ سالگی خود، در روز سه‌شنبه ۳۰ ژوئیهٔ ۲۰۱۲ درگذشت.
ژیل ژاکوب؛ دبیر جشنوارهٔ فیلم کن در همان روز در بیانیه‌ای دربارهٔ درگذشت کریس مارکر، این کارگردان فرانسوی را ذهنی کنجکاو، فیلمسازی خستگی ناپذیر، شاعر عاشق گربه‌ها، شخصیت مرموز، دارای استعداد بسیار زیاد و استاد همه ما خواند.

## فعالیت هنری

### سینما
نخستین اثر مارکر مستند «المپیک ۵۲» دربارهٔ المپیک هلسینکی سال ۱۹۵۲ میلادی بود. دیگر اثر او که در سال ۱۹۶۱ میلادی ساخته شده‌است «کوبا، آری!» (به فرانسوی: Si Cuba) نام داشت که وقتی از سوی فیدل کاسترو و منتقدان آمریکا مورد حمایت قرار گرفت، توسط دولت آمریکا توقیف شد.
فیلم سینمایی «اسکله» (به فرانسوی: La Jetée) نیز دیگر اثر مطرح و برجسته‌ای است که مارکر در سال ۱۹۶۲ میلادی ساخت. فیلم‌های سینمایی «منظره‌های سرخ» به کارگردانی مامورو اوشی و «دوازده میمون» به کارگردانی تری گیلیام از آثار برجسته‌ای هستند که گفته می‌شود از «اسکلهٔ» الهام گرفته شده‌اند.
«ای کی»(به انگلیسی: Twelve Monkey) اثری دربارهٔ آکیرا کوروساوا و «پوزخند بدون گربه» (به انگلیسی: Grin Without a Cat) نیز دیگر آثار مطرح و برجسته‌ای‌اند که کریس مارکر ساخت.

### نقد
این کارگردان برجستهٔ فرانسوی علاوه‌بر فعالیت در حوزهٔ فیلمسازی، به عنوان روزنامه‌نگار و منتقد، در مجلهٔ معروف «کایه دو سینما» نیز فعالیت می‌کرده‌است.

## فیلم‌شناسی
- المپیک ۵۲ (۱۹۵۲)
- تندیس‌ها هم می‌میرند (۱۹۵۳)
- یکشنبه در پکن (۱۹۵۶)
- نامه از سیبری (۱۹۵۷)
- فضانوردان (۱۹۵۹)
- شرح یک نبرد (۱۹۶۰)
- کوبا، آری! (۱۹۶۱)
- اسکله (۱۹۶۲)
- ماه زیبای مه (۱۹۶۳)
- اگر چهار شتر جماز داشتم (۱۹۶۶)
- راز کومیکو (۱۹۶۷)
- دور از ویتنام (۱۹۶۷)
- رودیاستا (۱۹۶۷)
- روی ششم پنتاگون (۱۹۶۸)
- سینه‌تراکت (۱۹۶۸)
- به امید دیدار (۱۹۶۸)
- طبقه‌ی مبارزه (۱۹۶۹)
- از برزیل با شما حرف می‌زنیم: شکنجه‌ها (۱۹۶۹)
- روز فیلم‌برداری (۱۹۶۹)
- از برزیل با شما حرف می‌زنیم: کارلوس ماریگلا (۱۹۷۰)
- از پاریس با شما حرف می‌زنیم: ماسپرو. کلمات معنا دارند (۱۹۷۰)
- کوبا: نبرد ده میلیونی (۱۹۷۱)
- از پراگ با شما حرف می‌زنیم: دومین محاکمه آرتور لندن (۱۹۷۱)
- زنده باد نهنگ (۱۹۷۲)
- چون به شما می‌گوییم ممکن است (۱۹۷۳)
- از شیلی با شما حرف می‌زنیم: آنچه آلنده می‌گفت (۱۹۷۳)
- قطار در حرکت (۱۹۷۳)
- سفارت (۱۹۷۳)
- تنهایی خواننده استقامت (۱۹۷۴)
- پوزخند بدون گربه (۱۹۷۷)
- جانکوپیا (۱۹۸۱)
- بی آفتاب (۱۹۸۳)
- ۲۰۸۴ (۱۹۸۴)
- ماتا ۸۵ (۱۹۸۵)
- آکیرا کوروساوا (۱۹۸۵)
- از کریس به کریستو (۱۹۸۵)
- خاطراتی برای سیمون (۱۹۸۶)
- نظریه مجموعه‌ها (۱۹۸۷)
- رقص فیل (۱۹۹۰)
- میراث جغد (۱۹۸۹–۱۹۹۰)
- گربه در حال گوش دادن به موسیقی (۱۹۹۰)
- مقبره اسکندر (آخرین بلشویک) (۱۹۹۳)
- ۲۰ ساعت در اردوگاه‌ها (۱۹۹۳)
- چایکا (۱۹۹۴)
- کلاه‌آبی (۱۹۹۵)
- مرحله پنجم (۱۹۹۷)
- روزی از زندگی آندری آرسنویچ (۲۰۰۰)
- یک شهردار در کوزوو (۲۰۰۰)
- یادآور اتفاقات آینده (۲۰۰۳)
- مورد گربه پوزخندزن (۲۰۰۴)
- لیلا حمله می‌کند (۲۰۰۷)
- کینو (۲۰۱۲)

## پی‌نوشت
1. ↑  Décès du cinéaste Chris Marker, franceinfo.fr, 30 July 2012.
2. ↑  «"کریس مارکر"، سفری در زمان و جنبش‌های سیاسی یک قرن - ار.اف. ای». ار. اف. ای - RFI. ۲۰۱۸-۰۷-۰۵. دریافت‌شده در ۲۰۱۸-۱۱-۲۶.
3. ↑  «انسان‌شناسی، علمی‌ترین رشته علوم انسانی و انسانی‌ترین رشته در علوم است». انسان‌شناسی و فرهنگ. ۲۰۱۶-۱۲-۰۶. بایگانی‌شده از اصلی در ۲۷ نوامبر ۲۰۱۸. دریافت‌شده در ۲۰۱۸-۱۱-۲۶.
4. ↑  «کریس مارکر، سینماگر تجربی درگذشت». BBC News فارسی. ۲۰۱۲-۰۷-۳۰. دریافت‌شده در ۲۰۱۸-۱۱-۲۶.
5. 1 2 3  «کارگردان صاحب‌نام فرانسوی در…»،  سینماپرس.
6. ↑  «کارگردان صاحب‌نام فرانسوی در 91 سالگی درگذشت - سینماپرس». اخبار سینمای ایران و جهان - سینماپرس. ۲۰۱۲-۰۷-۳۱. دریافت‌شده در ۲۰۱۸-۱۱-۲۷.
7. ↑  ««کریس مارکر»، کارگردان سرشناس فرانسوی درگذشت». ایسنا. ۲۰۱۲-۰۷-۳۱. دریافت‌شده در ۲۰۱۸-۱۱-۲۷.
8. ↑  «کایه دو سینما جریان نقد فیلم را تغییر داد». خبرگزاری ایلنا. ۲۰۱۸-۱۱-۲۷. دریافت‌شده در ۲۰۱۸-۱۱-۲۷.